# بیل بینبریج
بیل بینبریج (انگلیسی: Bill Bainbridge; ۹ مارس ۱۹۲۲ – 1966 (aged 44)) بازیکن فوتبال اهل بریتانیا بود.
از باشگاه‌هایی که در آن بازی کرده‌است می‌توان به باشگاه فوتبال بری، باشگاه فوتبال منچستر یونایتد، و باشگاه فوتبال ترانمره راورز اشاره کرد.